# Lü Yang
Lü Yang (Luohe, 26 november 1993) is een Chinees roeister.
Lü nam tweemaal deel aan de Olympische Spelen en won in Tokio de olympische gouden medaille in de dubbel-vier. In 2019 was zij ook al wereldkampioene geworden in de dubbel-vier.

## Resultaten

### Olympische Zomerspelen
| Jaar | Plaats         | Resultaten            |
| ---- | -------------- | --------------------- |
| 2016 | Rio de Janeiro | 11e in de dubbel-twee |
| 2021 | Tokio          | in de dubbel-vier     |

### Wereldkampioenschappen roeien
| Jaar | Plaats              | Resultaten           |
| ---- | ------------------- | -------------------- |
| 2014 | Amsterdam           | in de dubbel-vier    |
| 2015 | Aiguebelette-le-Lac | 7e in de dubbel-vier |
| 2017 | Sarasota            | 5e in de dubbel-twee |
| 2018 | Plovdiv             | 4e in de dubbel-vier |
| 2019 | Ottensheim          | in de dubbel-vier    |
| 2022 | Račice              | in de dubbel-vier    |
| 2023 | Belgrado            | in de dubbel-vier    |

1988: Kerstin Förster & Kristina Mundt & Beate Schramm & Jana Sorgers ·
1992: Sybille Schmidt  &  Birgit Peter  & Kerstin Müller & Kristina Mundt·
1996: Katrin Rutschow & Jana Sorgers & Kerstin Köppen & Kathrin Boron·
2000: Manja Kowalski & Meike Evers & Manuela Lutze  & Kerstin Kowalski ·
2004: Kathrin Boron & Meike Evers & Manuela Lutze & Kerstin Kowalski ·
2008: Tang Bin & Xi Aihua & Jin Ziwei & Zhang Yangyang ·
2012: Kateryna Tarasenko & Natalija Dovhodko & Anastasija Kozjenkova & Jana Dementjeva·
2016: Annekatrin Thiele, Carina Bär, Julia Lier, Lisa Schmidla ·
2020: Chen Yunxia & Zhang Ling & Lü Yang & Cui Xiaotong ·
2024: Lauren Henry & Hannah Scott & Lola Anderson & Georgina Brayshaw